# Кутепов, Константин Васильевич
Константи́н Васи́льевич Куте́пов (1854 — 8 сентября 1911, Ставрополь) — русский богослов, протоиерей; ректор Ставропольской духовной семинарии (1904—1911).

## Биография
Родился в 1854 году.
Окончил Орловскую духовную семинарию (1877), в 1881 году — Казанскую духовную академию со степенью кандидата богословия (курс XXII).
25 августа 1904 года назначен ректором Ставропольской духовной семинарии. В 1901—1911 годах редактировал неофициальную часть журнала «Кавказские епархиальные ведомости».
Скончался 8 сентября 1911 года в Ставрополе.

## Труды
- Кутепов К. В. Секты хлыстов и скопцов. — Казань : тип. Имп. ун-та, 1882. — 576+2 с. — (Магистерская диссертация).
  -  — 2-е изд. — Ставрополь : губ. тип. Т. М. Тимофеева, 1900. — 546+4 с.
- [речь студента К. В. Кутепова] // Михаил Яковлевич Красин, ординарный профессор Казанской духовной академии : (Некролог). — Казань : тип. Ун-та, 1880. — 28 с.

## Награды
- орден Св. Владимира 4-й степени (6.5.1911)[3].